# Josep Galceran i Escrigàs
Josep Galceran i Escrigàs (Prats de Lluçanès, 1794 - 8 o 9 de setembre de 1836) fou un militar català

## Biografia
Fill de Jeroni Galceran Lleopart i Antònia Escrigas, era l'hereu després de la mort del seu germà gran, es feu paraire, com el seu pare. Es casà a Prats de Lluçanès el 22 de maig de 1819 amb Serafina Terrés i Comas, filla d'una família benestant de paraires vinguts d'Olvan. El seu primer fill, Jeroni Galceran i Terrés, nasqué el 21 de maig de 1820.
A finals del Trienni Liberal va convertir-se en comandant d'una partida reialista durant la Guerra de la Regència d'Urgell i obtingué del rei l'Escut de la Fidelitat i una petita pensió que l'ajudà a crear i mantenir un batalló de voluntaris. Desencantat amb el caire del govern de Madrid va recolzar un absolutisme radical. L'1 d'abril de 1827, coincidint amb la Fira de les 40 hores, participà amb Joan Cavalleria de Ripoll i Josep Bosoms, Jep dels Estanys del Berguedà, en l'aixecament dels Malcontents a Ripoll, tot encapçalant una partida que va derrotar els Mossos d'Esquadra.
Després de l'aixecament van néixer els seus altres quatre fills: Teresa, Joana, Josep Anton i Francesc, i morí la seva dona després del naixement del seu darrer fill el febrer de 1829. A principis de la dècada de 1830 era el comandant de quatre companyies de reialistes que havia format, i s'aixecà a Prats de Lluçanès el 5 d'octubre de 1833 a principis de la Primera Guerra Carlina, però la seva revolta va ser sufocada per Manuel de Llauder i de Camín, i Galceran va fugir a França; va ser indultat en 1834, però la seva família hagué de dormir cada nit dins de la vila emmurallada i posteriorment fou desterrada mig any a Igualada. En tornar van preparar un nou aixecament carlí i foren obligats de nou a dormir dins la vila emmurallada. Tot i que es diu que Josep va morir a la cadira d'en Galceran, de Prats de Lluçanès, mentre es mirava el moviment de les tropes a la Vall de Merlès, només va ser únicament ferit, ja que hi ha constància que va traspassar la frontera Francesa acompanyat pels seus fills i altres cabdills carlins.